# الهداية إلى بلوغ النهاية
الهداية إلى بلوغ النهاية أحد كتب تفسير القران الكريم، ألفه أبو محمد مكي بن أبي طالب (ت: 437 هـ)، الكتاب تفسير نفيس، من درر التراث التفسيري الأندلسي، جُمع فيه من صنوف العلوم.

## زمن التدوين
لم يُؤرَّخ  تأريخٌ أو سنة بعينها لتأليف الكتاب، ولكن يستفاد من مقدمة ابن أبي طالب في كتابه الهداية أنه جمع تفاسيره في مرحلة شبيبته بين سنة 367 هـ وسنة 392 هـ، والأرجح أنه عكف عليه بالتنقيح والتصحيح وأخرجه للناس بعد تحريره في أواخر عمره بعد سنة 424 هـ، وذلك بالاعتماد على الإشارة التي وردت في كتابه الكشف الذي ألفه سنة 424 هـ، كما يشير إلى ذلك في مقدمته حيث يقول: «ثم تطاولت الأيام وترادفت الأشغال عن تأليفه وتبيينه ونظمه إلى سنة 424 هـ».

## أسلوب التفسير
يعد التفسير من المصادر المهمة التي اعتمد عليها المفسرين، فهو يكشف عن جانب مهم من شخصية مكي بن أبي طالب، الذي اشتهر أكثر ما اشتهر بالقراءات، يهدف الكتاب إلى تفسير التلاوات القرانية، وبيان القصص والأخبار الواردة فيها، وكشف ما أشكل من معاني، وبيان الناسخ والمنسوخ، وشرح وذكر الأسباب التي نزلت فيها الآيات.
يقول مكي بن أبي طالب في مقدمة كتابه:
| الهداية إلى بلوغ النهاية | هذا كتاب جمعته فيما وصل إلي من علوم كتاب الله، واجتهدت في تلخيصه وبيانه واختياره واختصاره، وتقصيت ذكر ما وصل إلي من مشهور تأويل الصحابة والتابعين، ومن بعدهم في التفسير دون الشاذ على حسب مقدرتي، وما تذكرته في وقت تأليفي له. وذكرت المأثور من ذلك عن النبي صلى الله عليه وسلم ما وجدت إليه سبيلاً من روايتي أو ما صح عندي من رواية غيري، وأضربت عن الأسانيد ليخف حفظه على من أراده. جمعت فيه علوماً كثيرة، وفوائد عظيمة، من تفسير مأثور أو معنى مفسر، أو حكم مبين، أو ناسخ، أو منسوخ، أو شرح مشكل، أو بيان غريب، أو إظهار معنى خفي، مع غير ذلك من فنون علوم كتاب الله جل ذكره؛ من قراءة غريبة، أوإعراب غامض، أو اشتقاق مشكل، أو تصريف خفي، أو تعليل نادر، أو تصرف فعل مسموع مع ما يتعلق بذلك من أنواع علوم يكثر تعدادها ويطول ذكرها. جعلته: هداية إلى بلوغ النهاية في كشف علم ما بلغ إلي من علم كتاب الله تعالى ذكره مما وقفت على فهمه ووصل إلي علمه من ألفاظ العلماء، ومذاكرات الفقهاء ومجالس القراء، ورواية الثقات من أهل النقل والروايات، ومباحثات أهل النظر والدراية | الهداية إلى بلوغ النهاية |

.

## وصلات خارجية
- تصفح كتاب الهداية إلى بلوغ النهاية المكتبة الشاملة